# Lettország hívójelkörzetei
Lettország hívójelkörzetei nem területi alapon lettek kialakítva, hanem az operátorok vizsgafokozatai, valamint az állomás jellege alapján.
Lettország számára az ITU a YL hívójelprefixet jelölte ki.
Lettország a Szovjetunió felbomlása előtt az RQ2, UQ hívójelprefixeket használta, ezek ki lettek vezetve.

## Lettország hívójelkörzetei[1][2][3]
| Prefix    | Jelleg                                      |
| --------- | ------------------------------------------- |
| YL1       | Klubállomások                               |
| YL2       | 1. osztályú vizsgával rendelkező operátorok |
| YL2G      | 3. osztályú vizsgával rendelkező operátorok |
| YL3       | 2. osztályú vizsgával rendelkező operátorok |
| YL3G      | 4. osztályú vizsgával rendelkező operátorok |
| YL[0..9]R | Átjátszóállomások                           |

## Lajstromjel
Vízi és légi járművek lajstromjelezéséhez az YL prefixet használják.